# Jatropha rzedowskii
Jatropha rzedowskii är en törelväxtart som beskrevs av J.Jiménez Ram.. Jatropha rzedowskii ingår i släktet Jatropha och familjen törelväxter. Inga underarter finns listade i Catalogue of Life.